# Castell de Bodiam
El castell de Bodiam és un castell quadrangular situat a East Sussex, Anglaterra.
En un entorn meravellós, en la depressió de petits turons i dominant el riu Rother, és l'arquetip del castell medieval envoltat de fosses. Construït segons el model de les fortaleses franceses i d'Itàlia del sud, presenta planta quadrada i està proveït de nombrosos elements defensius, ben preservats.
Fou construït entre 1385 i 1388 pel senyor Edward Dalyngrigge, cavaller d'Eduard III, suposadament a instàncies de Ricard II per impedir que els saquejadors francesos remuntessin el riu (en aquella època era navegable) i avancessin fins a l'interior. D'aquesta època, ha conservat el seu gran cos de guàrdia, la seva robusta muralla i altes torres d'angle (18 m), molt massisses.

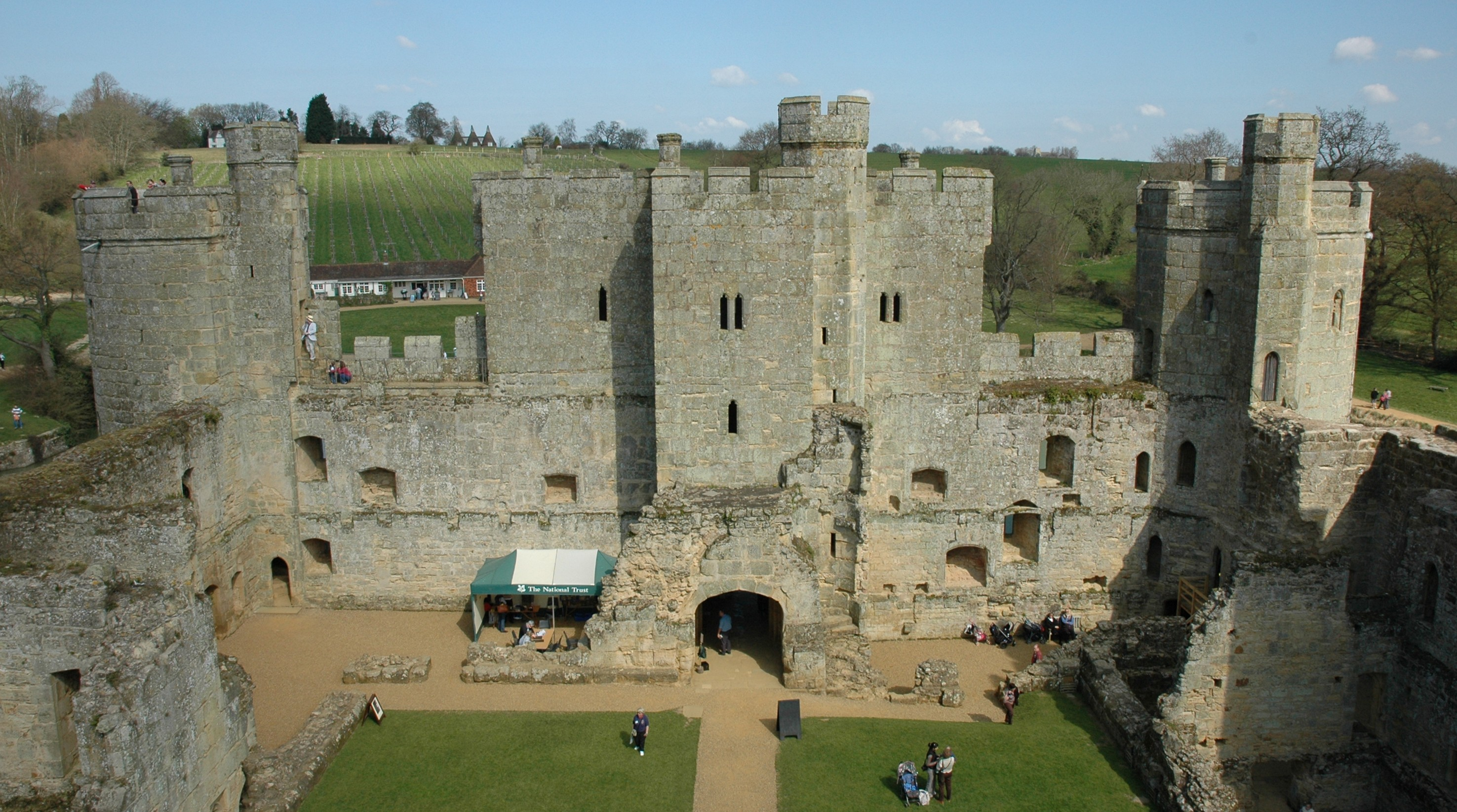
Interior del castell

La importància estratègica d'aquest lloc està confirmada per la presència d'una obra militar defensiva de maons i formigó que data de la Segona Guerra Mundial.
El castell, que està envoltat completament per una fossa d'aigua, té una planta rectangular, i és més llarg de sud a nord, i als angles està protegit per quatre cantonades, i una torre quadrada que defensa el centre de cada costat. L'habitatge del castell està situat en una de les torres i la capella en una altra.